# Marinmuseum
Marinmuseum är ett statligt museum i Karlskrona med inriktning på Sveriges sjöförsvar och här berättas den svenska marinens historia.

## Historik
Grunden till museet lades redan 1752 när kung Adolf Fredrik instiftade flottans modellkammare där man främst samlade de skeppsmodeller som framställdes av varje fartyg.
Från 1953 till 1997 låg Marinmuseum i före detta Skeppsgossekasernen utanför örlogshamnen, men sedan juni 1997 finns museet på ön Stumholmen i centrala Karlskrona. Marinmuseum ingår i Statens maritima och transporthistoriska museer (SMTM) tillsammans med Vasamuseet, Sjöhistoriska museet i Stockholm och Järnvägsmuseet i Gävle.
Museibyggnaden är omtalad för sin strama arkitektur med pelare och glasade partier och byggnaden ligger utsträckt på en pir i vattnet. Runt piren ligger flera museala fartyg, bland annat Sveriges sista fullriggare HMS Jarramas, minsveparen HMS Bremön, motortorpedbåten T38 och robotbåten HMS Västervik som var med under incidenten med den sovjetiska ubåten U 137.
På Marinmuseum finns en galjonshall med galjonsbilder från olika svenska örlogsfartyg. Många är utförda av amiralitetsbildhuggare Johan Törnström, som verkade på Karlskronavarvet under 1700-talet. Bland annat finns huvudet från linjeskeppet Dristighetens galjonsfigur att beskåda, skeppet som gick i spetsen för det Viborgska gatloppet 1790.

## Slup- och barkasskjulet
Det byggdes på 1780-talet för att förvara småbåtar, i en tid när den svenska flottan gjorde sin största satsning någonsin. Idag är Slup- och barkasskjulet på Stumholmen i Karlskrona kanske mer levande än någonsin.
Under första hälften av 1700-talet blev problemen med den svenska flottans mindre båtar allt uppenbarare. På örlogsbaserna i Stockholm och Karlskrona fick båtarna ligga ute året om, och även om de ibland täcktes över och på så sätt delvis skyddades mot väder och vind, ruttnade och förföll många. Det var ett stort resursslöseri och i mitten av 1700-talet började därför skjul, där de mindre båtarna kunde förvaras, byggas.
Under 1780-talet genomförde Gustav III ett imponerande nybyggnadsprogram för Sveriges flotta. Det innebar att en stor mängd krigsfartyg, linjeskepp och fregatter, uppfördes på örlogsvarvet i Karlskrona under några få år. Många nya mindre skeppsbåtar, barkasser och slupar, byggdes också och det blev allt mer akut att få till en bra plats där de kunde förvaras, underhållas och repareras på vintern.
Därför byggdes Slup- och barkasskjulet på Stumholmen i Karlskrona.

## Flyghangaren
Stora flyghangaren på Stumholmen byggdes 1929. Den tillhörde marinflygkåren 1929-1949.
Hangaren används för förvaring av ett antal båtar och mindre fartyg. Dessutom finns där en verkstad för arbeten med Jarramas inredning samt förvaring av en del av Jarramas originalinredning.
Sommaren 2018 visades i samarbete med Carlscrona veteranbåtar en samling fritidsbåtar från  Sjöhistoriska museet i hangaren.

## Ubåtshallen

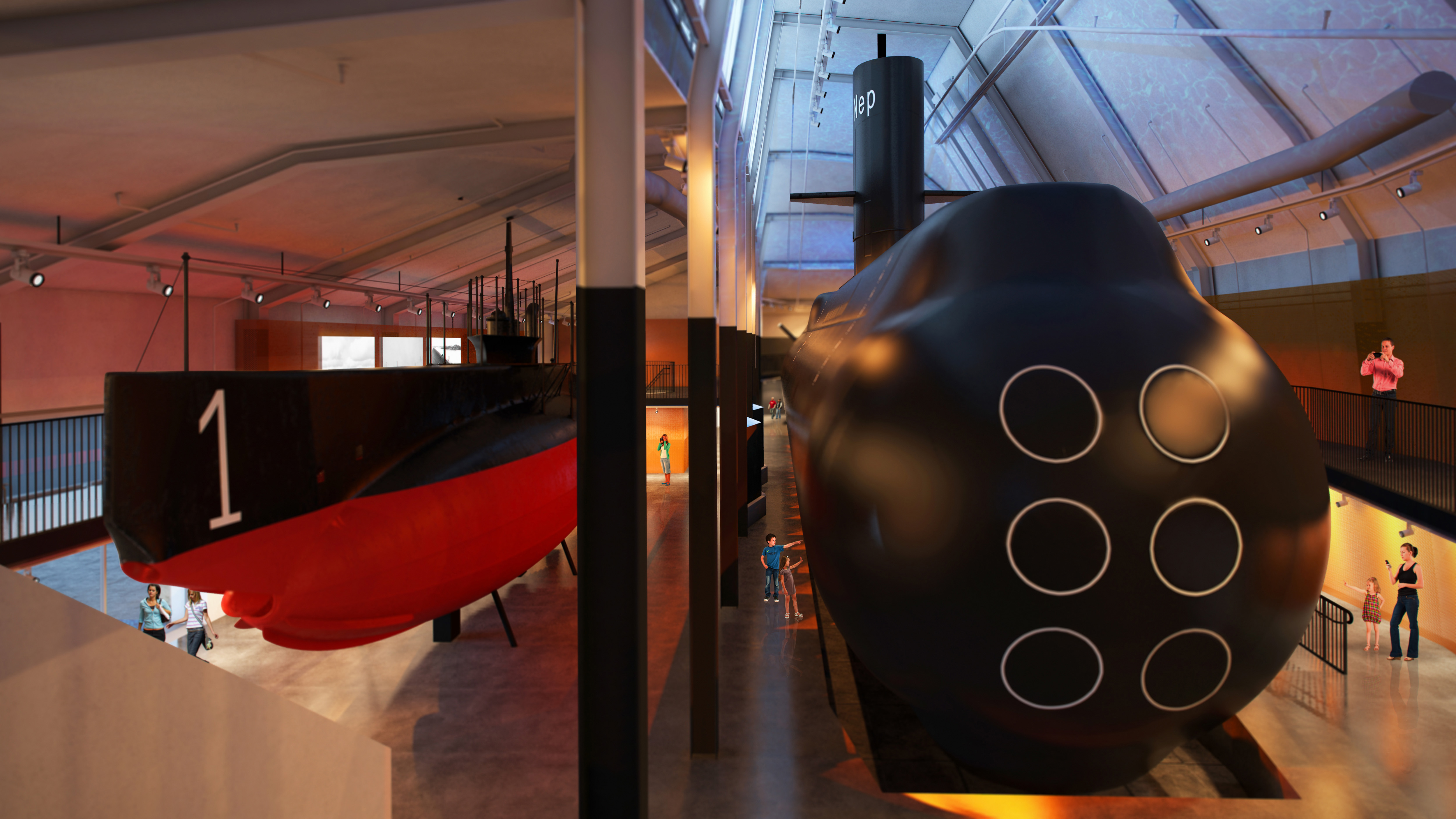
HMS Hajen och HMS Neptun på plats i ubåtshallen

I september 2012 placerades ubåten HMS Neptun på land bredvid Marinmuseum. Drygt ett år senare stod den färdiga byggnaden på plats som ett skal över HMS Neptun och Sveriges första ubåt HMS Hajen.
Den 6 juni 2014 öppnade Ubåtshallen med de två ubåtarna och en utställning om 110 års ubåtshistoria. Den ligger i direkt anknytning till Marinmuseums huvudbyggnad och tillhör Marinmuseum. Förutom Vasaskeppet i Stockholm, är HMS Neptun det största inomhusmuseiföremålet i Sverige.
Ubåtshallen är en annorlunda museibyggnad med sina brutna vinklar, glaspartier och fasader i rostfri plåt. Huset är ritat av Björn Malmström HMXW Arkitekter som också har ritat den befintliga museibyggnaden. Inspirationen har bland annat kommit från marinens Visbykorvetter som är konstruerade för att vara osynliga på radar, men också från bunkrar och värn.
För att kunna bära den drygt 800 ton tunga ubåten vilar den halvmeter tjocka bottenplattan på 270 pålar. Själva hallen är byggd av färdiggjutna betongelement, som monterats på ett stålskelett. De publika ytorna i byggnaden är på 1 400 kvadratmeter och här får 200 besökare plats samtidigt. Första året ökade publiksiffrorna med 140 000, vilket bidrog till att Marinmuseum utnämndes till Årets museum i Sverige 2015. Guldeken, ett företagspris med utmärkelsen Blekinges ambassadör överlämnades 2014 till museets dåvarande chef Richard Bauer.
En annan sevärdhet på Marinmuseum är Vraktunneln, en specialkonstruerad undervattenstunnel med fönster. Vid god sikt går det att se vrakdelar från flera 1700-talsskepp.

## Bildgalleri

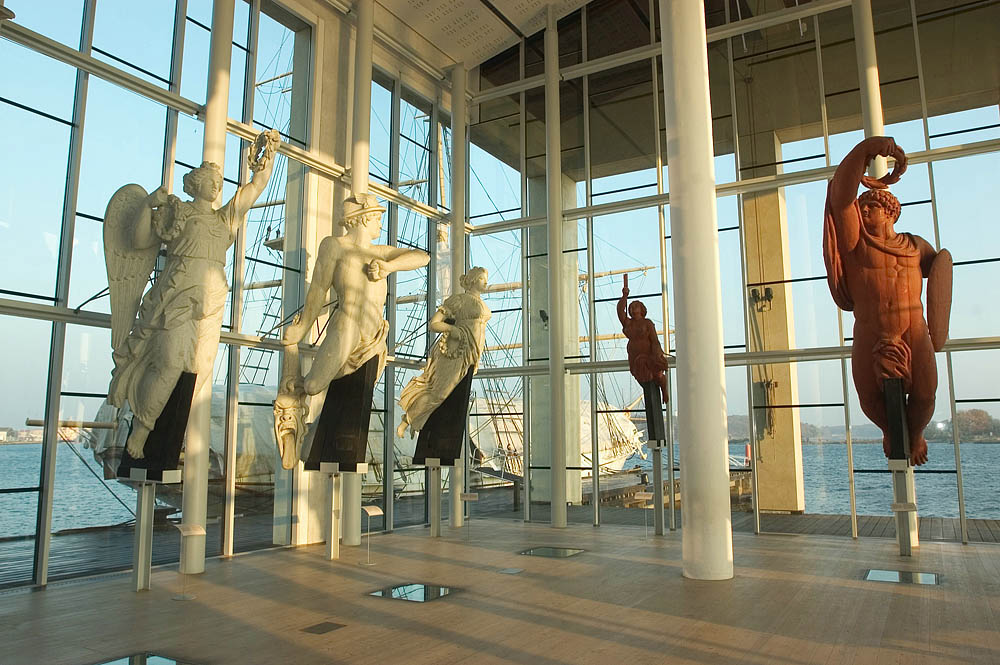
Galjonshallen, i bild några gallionsfigurer i museets samling.
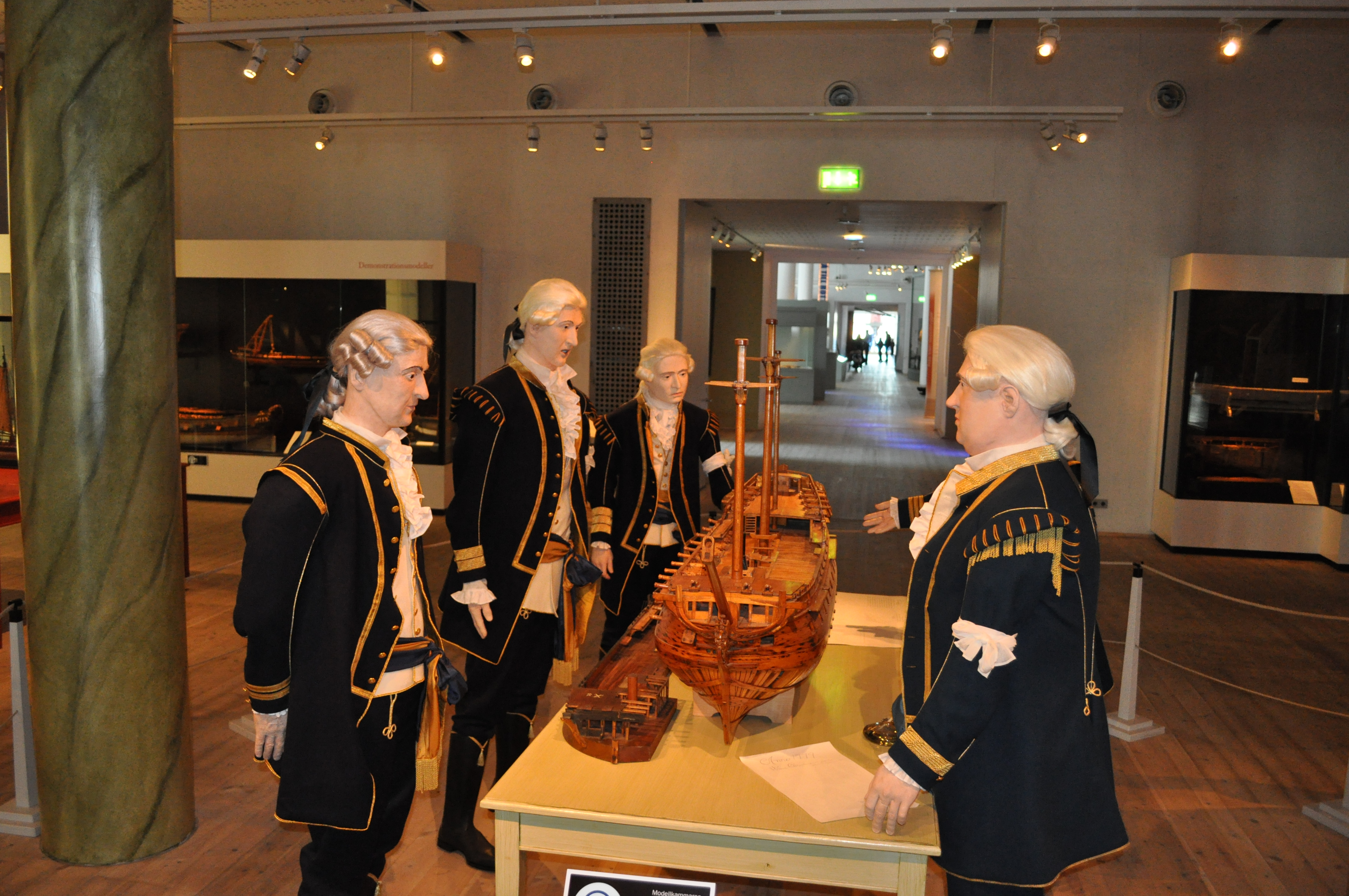
Vy från utställningen.
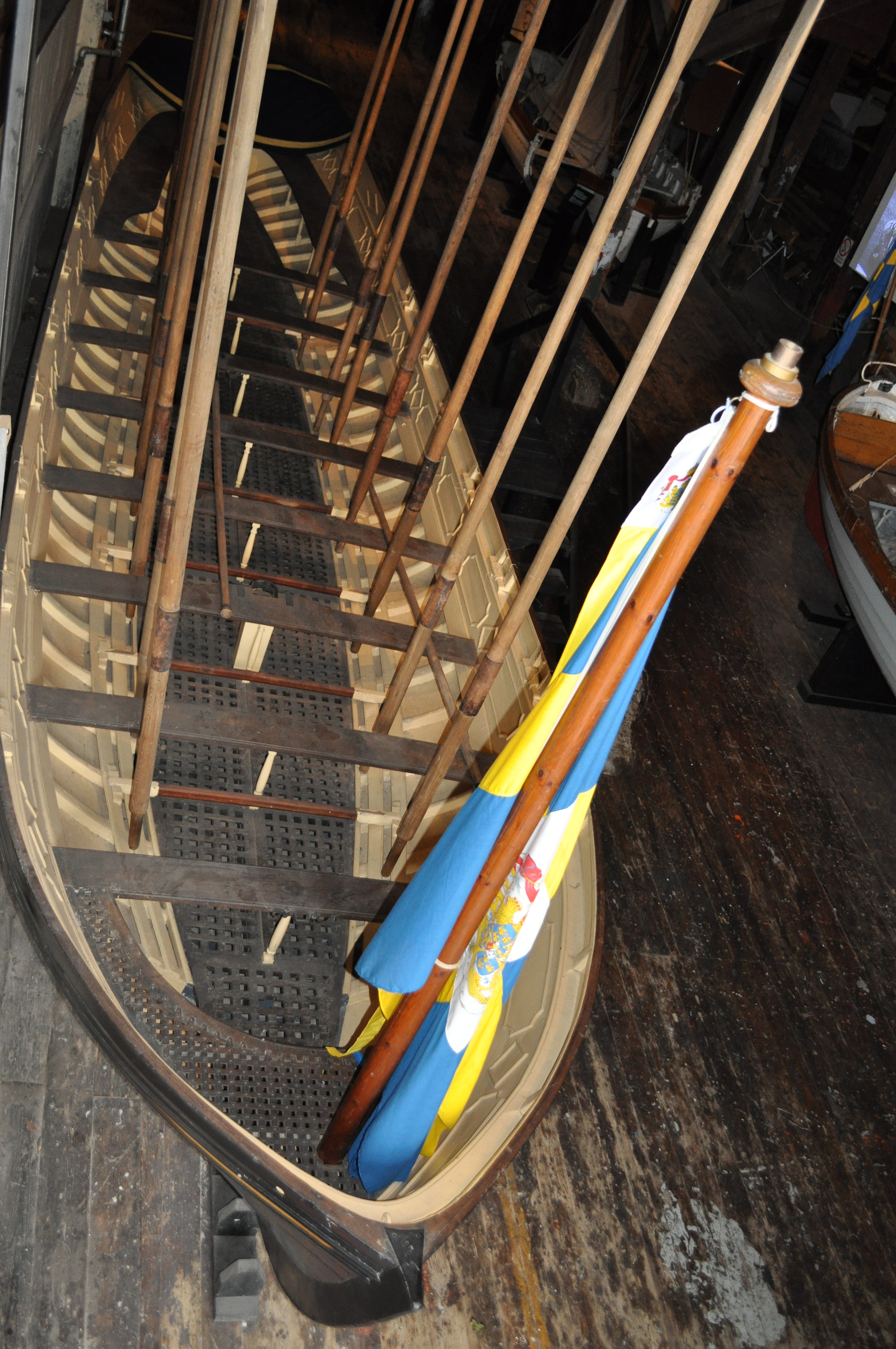
Kungaslupen.
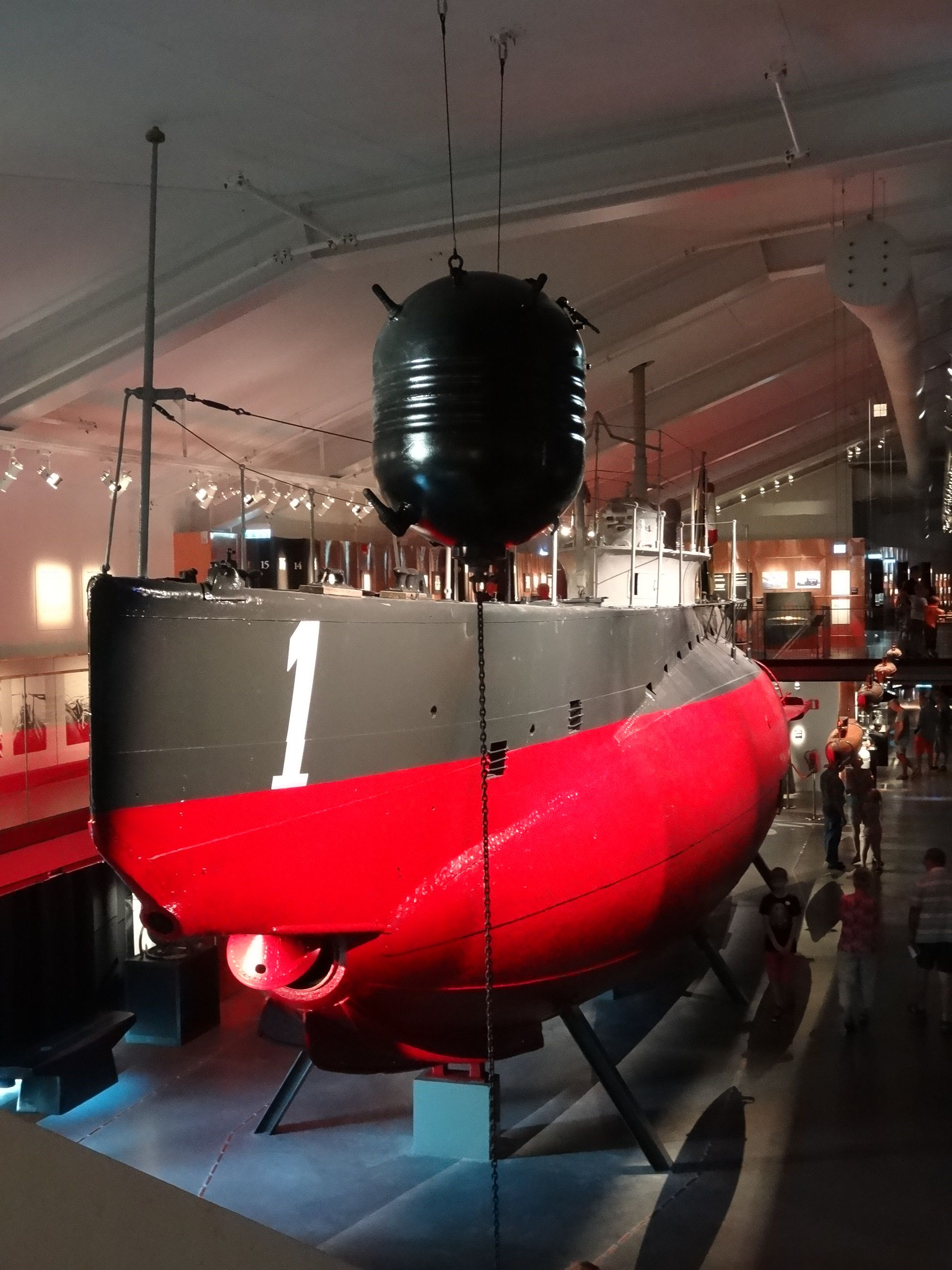
Sveriges äldsta ubåt Hajen utställd i Ubåtshallen.
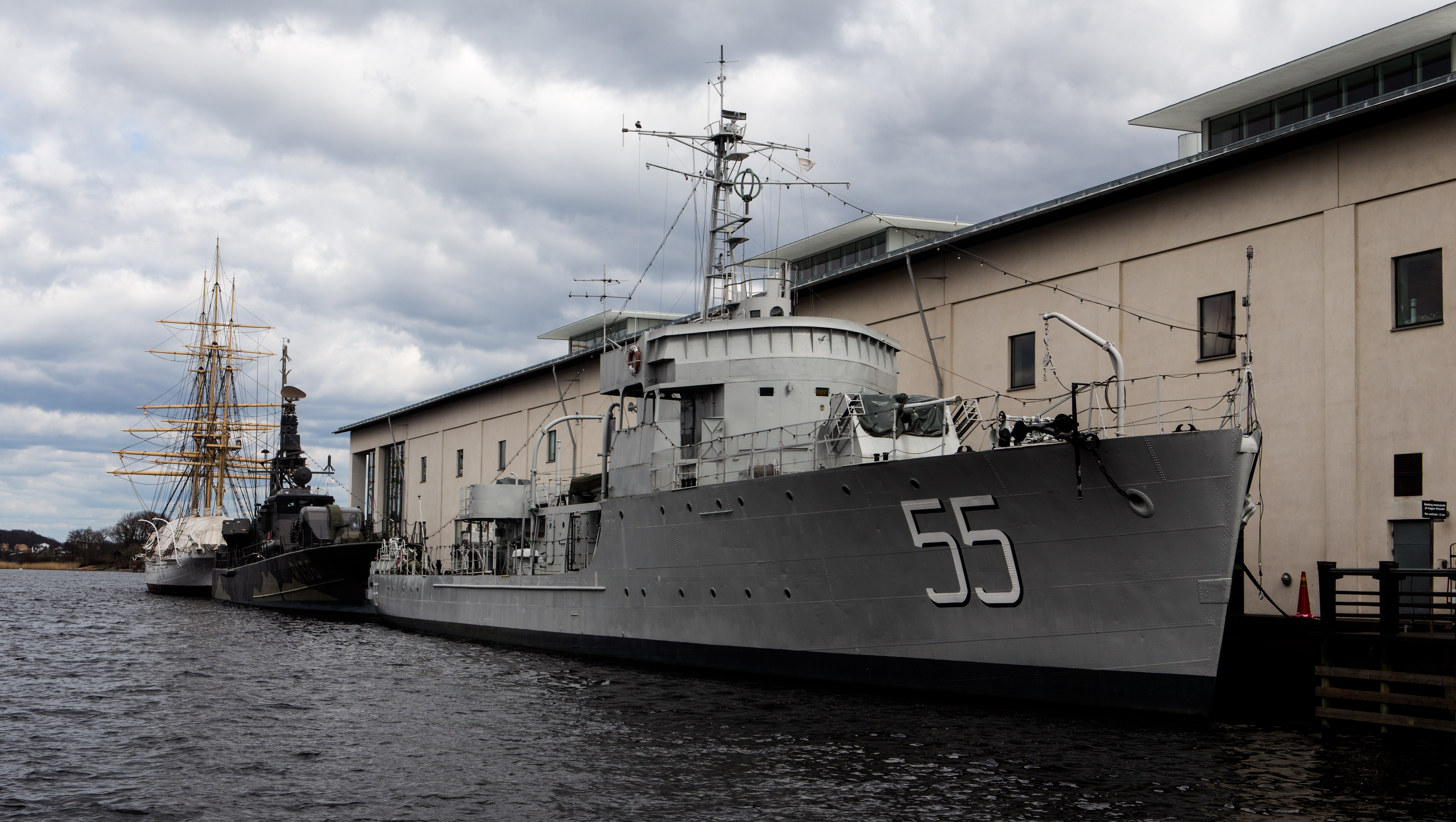
Minsveparen Bremön, robotbåten Västervik och fullriggaren Jarramas vid piren vid museet.
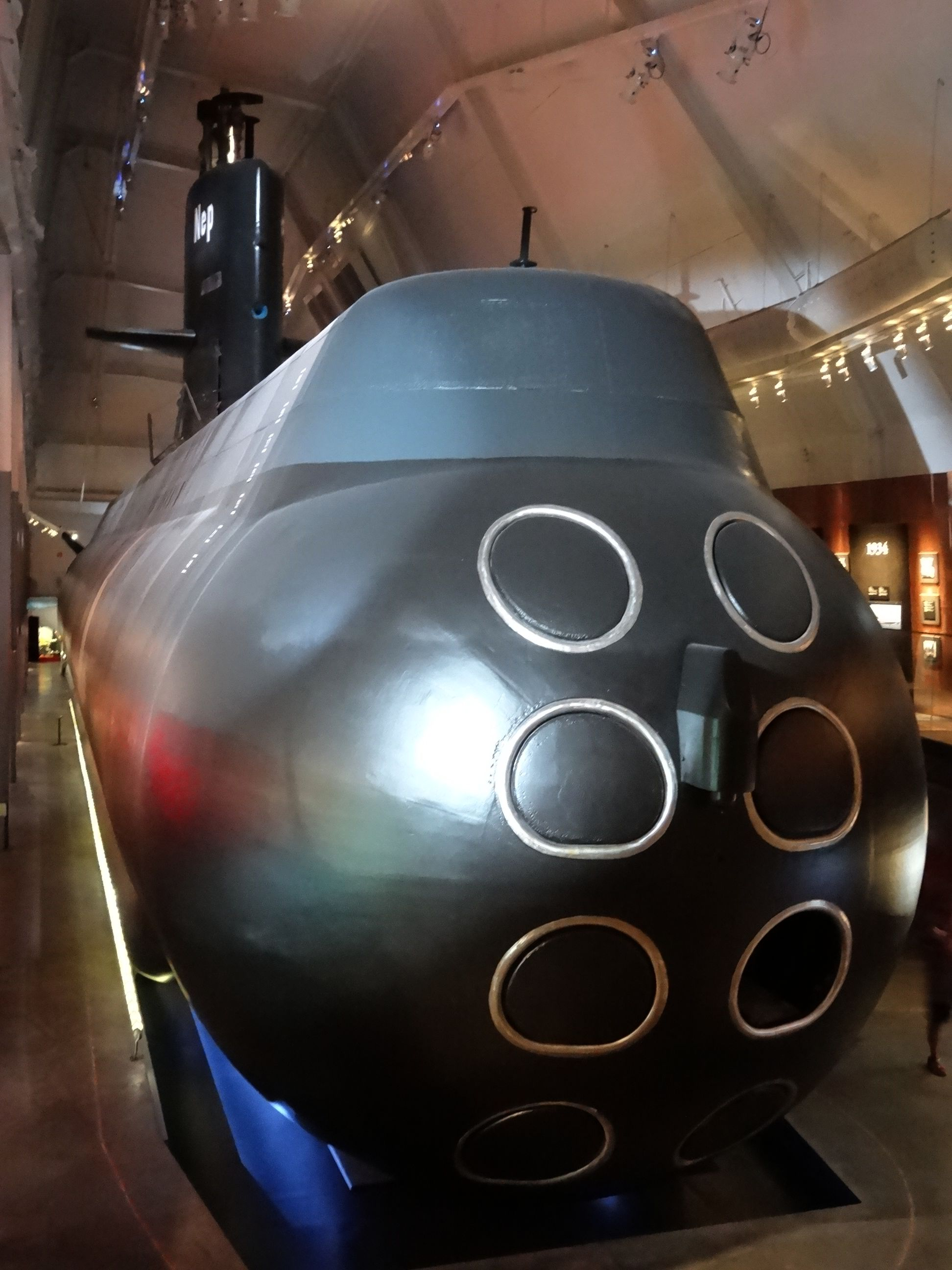
Ubåten Neptun, utställd i Ubåtshallen.